# Мария Кюри
Вижте пояснителната страница за други личности с името Мария.
 Ма̀рия Сальо̀меа Склодо̀вска-Кюрѝ (на френски: Marie Curie; на полски: Maria Salomea Skłodowska-Curie) е полско-френска физичка и химичка, пионер в областта на радиологията и първи носител на две Нобелови награди, както и единствената жена носителка на Нобелова награда в две различни области на науката – физика и химия. Тя е и първата жена преподавателка в Сорбоната.
Родена е във Варшава, в тогавашното Полското кралство, част от Руската империя. Учи във Варшавския нелегален Летящ университет и започва практическото си научно обучение във Варшава. През 1891 г., на 24-годишна възраст, следва по-голямата си сестра Бронислава, за да учи точни науки в Париж, където получава всички висши образователни степени и води научна работа. Тя споделя Нобеловата награда за физика от 1903 г. със съпруга си Пиер Кюри и с физика Анри Бекерел. Печели Нобелова награда за химия през 1911 година. Освен нейния съпруг Пиер Кюри, носители на Нобелова награда са също дъщеря ѝ Ирен Жолио-Кюри и зет ѝ Фредерик Жолио-Кюри. През 1995 г. става първата жена, положена в Пантеона заедно с мъжа си за собствените ѝ заслуги. Удостоена посмъртно с най-високото полско държавно отличие – Орденът на Белия орел.
Нейните постижения включват развитието на теорията за радиоактивността (термин, който тя въвежда), техники за изолиране на радиоизотопи и откриването на два нови елемента, полоний (открит през 1898 г. и наречен на родната ѝ Полша) и радий. Под нейно ръководство са проведени първите в света проучвания на лечението на неоплазми с радиоактивни изотопи. Тя основава Институтите Кюри в Париж и във Варшава, които днес остават основни центрове за медицински изследвания. По време на Първата световна война тя разработва мобилни радиографични пунктове за предоставяне на рентгенови услуги на полеви болници.
Дори когато става френски гражданин, Мария Склодовска Кюри, която използва и двете фамилни имена, никога не губи чувството си за полска идентичност. Тя учи дъщерите си на полски език и ги води на посещение в Полша. Умира през 1934 г., на 66 г., в санаториума Санселмо в град Паси, От Савоа, (Франция), от апластична анемия, получена вследствие излагане на радиация в хода на научните ѝ изследвания и в хода на радиологичната ѝ работа в полевите болници по време на Първата световна война.

## Биография

### Ранни години
Родена е на 7 ноември 1867 г. във Варшава, като най-малкото от 5 деца в шляхтишкото семейство на Бронислава (с моминска фамилия Богуска, родов герб Топур) и Владислав Склодовски, родов герб Долѐнга. По-големите братя и сестри на Мария (наричана Маня) са Зофия (родена 1862 г., наричана Зозя), Йозеф (роден 1863 г., наричан Йозьо), Бронислава (родена през 1865 г., наричана Броня) и Хелена (родена през 1866 г.). Нейният дядо е уважаван учител в Люблин, както и нейните родители, баща ѝ преподава физика и математика – области, които по-късно Мария ще учи в университета.
И от двете страни на бащата и майката, семейството губи имуществото и богатството си благодарение на патриотично участие в полските национални въстания, насочени към възстановяване на независимостта на Полша (най-скорошното от тях е Януарското). Това осъжда следващото поколение, включително Мария и нейните по-големи братя и сестри, на труден живот. Владислав Склодовски преподава математика и физика и е също така директор на две Варшавски гимназии за момчета. След като руските власти премахват лабораторните упражнения от полските училища, той донася голяма част от лабораторното оборудване вкъщи и обучава децата си как да го използват. В крайна сметка той е уволнен от руските си надзорници за свободолюбиви настроения и е принуден да заеме по-ниско платени длъжности. Семейството губи пари от лоши инвестиции и в крайна сметка решава да допълни доходите си с настаняване на момчета в къщата, на които предоставя жилище, пълен пансион и обучение. Майката на Мария, Бронислава, управлява престижно училище за момичета във Варшава, но напуска работа след раждането на Мария. Страда от туберкулоза и умира през май 1878 г., когато Мария е на десет години. По-малко от три години по-рано от тиф умира и най-голямата ѝ сестра Зофия. Майката е католичка, но бащата е атеист. След смъртта на сестра си и майка си, Мария Склодовска отхвърля католицизма и става агностичка.
Когато е на десет години, започва да посещава интернат. След това посещава гимназия за момичета, която завършва на 12 юни 1883 г. със златен медал. След колапс, вероятно поради депресия, тя прекарва следващата година в провинцията при роднини на баща си, а на следващата година живее с баща си във Варшава, където взима частни уроци. Невъзможно е по това време жена да се запише да следва редовно висше образование, затова тя и сестра ѝ Бронислава се включват в нелегалния т.нар. „Летящ университет“ (на полски: Uniwersytet Latający), полско патриотично висше учебно заведение, което допуска жени.
Мария сключва споразумение със сестра си, че ще финансира медицинските проучвания на Бронислава в Париж, в замяна на подобна помощ две години по-късно. Във връзка с това Мария започва работа като гувернантка: първо като домашен учител във Варшава, след това в продължение на две години като гувернантка в семейството на роднини на баща ѝ. Докато работи за второто семейство, тя се влюбва в техния син, Казимир Зоравски, бъдещ изтъкнат математик. Родителите му отхвърлят идеята той да се ожени за бедно момиче, а Казимир не може да им се противопостави. Споменът за връзката със Зоравски е трагичен и за двамата. Той получава докторска степен и прави академична кариера като математик, като става професор и ректор на Краковския университет. Вече възрастен и професор по математика във Варшавската политехника, той често седи съзерцателно пред статуята на Мария Склодовска, издигната през 1935 г. пред Радиевия институт, основан от нея през 1932 г.
В началото на 1890 г. Бронислава, която няколко месеца по-рано се е омъжила за Казимир Длуски, полски лекар и социално-политически активист, кани Мария да дойде при тях в Париж. Мария отказва, защото не може да си позволи университетското обучение, няма необходимите средства. Помага ѝ нейният баща, който отново успява да си осигури по-изгодна позиция. През цялото това време тя продължава да се обучава, да чете книги и да разменя писма. В началото на 1889 г. се завръща у дома. Продължава да работи като гувернантка и остава там до края на 1891 г. Тя учи в Летящия университет и започва практическото си научно обучение в химическа лаборатория в Музея на промишлеността и земеделието в Стария град на Варшава. Лабораторията е ръководена от нейния братовчед Йозеф Богуски, асистент в Санкт Петербург на руския химик Дмитрий Менделеев.

### Париж и Сорбоната
В края на 1891 г. тя напуска Полша и заминава за Франция. В Париж Мария (или Мари, както е известна във Франция) намира за кратко време подслон при сестра си и зет си, преди да наеме мансарда близо до университета, в Латинския квартал, и продължава с изучаването на физика, химия и математика в Университета в Париж (Сорбоната), където се записва в края на 1891 г. и където по-късно става първата жена преподавателка Тя живее с оскъдни ресурси, а по време на студените зими се топли, като носи всичките си дрехи. Тя се фокусира толкова силно върху изследванията си, че понякога забравя да яде.
Склодовска учи през деня и дава частни уроци вечерта, едва успявайки да изкара месеца. През 1893 г. получава диплома по физика и започва работа в индустриалната лаборатория на професор Габриел Липман. Междувременно продължава да учи в Парижкия университет и с помощта на стипендия успява да получи втора степен през 1894 г.
Мария Склодовска започва своята научна кариера в Париж с изследване на магнитните свойства на различни стомани, поръчани от Обществото за насърчаване на националната индустрия. Същата година Пиер Кюри влиза в живота ѝ; техният взаимен интерес е свързан с естествените науки. Пиер Кюри е преподавател във Физико-химическия факултет, в Университета за физика и химия в Париж. Запознава ги полският физик, професор Юзеф Виеруш-Ковалски. Въпреки че Кюри не разполага с голяма лаборатория, той успява да намери място за Склодовска, където да започне работа. Тяхната взаимна страст към науката все повече ги приближава и те започват да изпитват чувства един към друг. В крайна сметка Пиер Кюри предлага брак, но в началото Склодовска не приема, тъй като планира да се върне в родната си страна. Кюри обаче заявява, че е готов да се премести с нея в Полша, макар че това означава да се сведе до преподаване на френски език. Междувременно за лятната почивка от 1894 г. Склодовска се завръща във Варшава, където посещава семейството си. Тя все още има илюзията, че ще може да работи в избраната от нея област в Полша, но ѝ е отказано място в Краковския университет, защото е жена.
Писмо от Пиер Кюри я убеждава да се върне в Париж, за да преследва докторска степен. По настояване на Склодовска, Пиер Кюри публикува изследванията си за магнетизма и също получава докторска степен през март 1895 г. и е повишен в професор в училището. Сключват брак на 26 юли 1895 г. Тъмносиньото облекло на Кюри, носено вместо булчинска рокля, ѝ служи в продължение на много години като лабораторно облекло. Те споделят две развлечения: дълги велосипедни разходки и пътувания в чужбина, което ги сближава още повече. В Пиер Мари е намерила нова любов, партньор и научен сътрудник, на когото може да разчита.
Двамата заедно изследват радиоактивните вещества, по-точно урановата руда уранинит, която притежавала свойството да бъде по-радиоактивна от урана, съдържащ се в нея. До 1898 г. двамата вече имат логично обяснение: уранинитът съдържа минимално количество радиоактивен елемент, който е много по-радиоактивен от урана; от 1898 до 1902 г. двамата учени преработват 8 тона уранова руда и успяват да отделят само няколко грама от новия елемент радий [Ra] – „лъч“, защото е много лъчист т.е. радиоактивен. По-късно така е открит и полоният, наречен на родината на Мария Склодовска – Полша. След трагичната смърт на съпруга ѝ през 1906 г. Мария поема неговата катедра в университета в Париж. През 1910 г. тя успява да отдели чист метален радий, а не само негови съединения, каквито резултати са били постигнати по-рано. Тя определя атомното тегло на радия и мястото му в таблицата на химичните елементи. По този начин завършва 12-годишен цикъл на изследвания, който доказва, че радият действително е нов химичен елемент.

### Новите химични елементи
През 1895 г. Вилхелм Рьонтген открива рентгеновите лъчи, макар че механизмът на тяхното генериране все още не е изяснен. През 1896 г. Анри Бекерел открива, че урановите соли излъчват лъчи, които приличат на рентгенови лъчи по проникваща сила. Той показва, че това излъчване (днес известно като радиация), за разлика от фосфоресценцията, не зависи от външен източник на енергия, а възниква спонтанно в самия уран. Под въздействието на тези две важни открития Кюри решава да изследва урановите лъчи в своята докторска дисертация.
Тя използва новаторска техника за изследване на проби. Петнадесет години по-рано съпругът ѝ и брат му са разработили версия на електрометър, чувствително устройство за измерване на електрически заряд. Използвайки уреда, тя открива, че урановите лъчи карат въздуха около пробата да провежда електричество. Използвайки тази техника, прави извод, че активността на урановите съединения зависи само от количеството на наличния уран. Тя предполага, че радиацията не е резултат от някакво взаимодействие на молекули, а трябва да идва от самия атом. Тази хипотеза е важна стъпка в опровергаването на предположението, че атомите са неделими.
През 1897 г. се ражда дъщеря ѝ Ирен. За да подпомогне финансово семейството, Мария започва да преподава в Екол нормал. Семейство Кюри нямат специална лаборатория; по-голямата част от изследванията им са извършени в пристройка до Физико-химическата гимназия в непосредствена близост. Проветрението е лошо и постройката не е водоустойчива. Те не знаят за вредните последици от облъчването и са непрекъснато изложени на радиоактивни вещества. Училището не спонсорира нейните изследвания, но тя получава субсидии от металургични и минни компании и от различни организации и правителства.
Систематичните проучвания на Кюри включват два уранови минерала, настуран и халколит. Електрометърът показва, че настуранът е четири пъти по-активен от самия уран, а халколитът е два пъти по-активен. Тя стига до заключението, че ако по-ранните ѝ резултати, свързващи количеството на урана с неговата активност, са правилни, тогава тези два минерала трябва да съдържат малки количества и от друго вещество, което е много по-активно от урана. Тя започва систематично да търси други вещества, които излъчват радиация и през 1898 г. открива, че елементът торий също е радиоактивен. Пиер Кюри все повече се интересува от нейната работа. Към средата на 1898 г. той е толкова заинтригуван, че решава да се откаже от работата си върху кристалите и да се присъедини към нея.
Тя остро осъзнава колко е важно незабавно да публикува откритията си и по този начин да установи своя приоритет. Две години по-рано Анри Бекерел представя своето откритие пред Академията на науките още на другия ден, след като го прави и така заявява приоритета си. В противен случай откритието на радиоактивността и Нобеловата награда са щели да отидат при Силван Томпсън. Кюри избира същия бърз начин за публикуване. Нейна работа, която дава кратка и проста информация за резултатите, е представена пред Академията на 12 април 1898 г. от нейния ръководител Габриел Липман. Въпреки това, точно както Томпсън бива изпреварен от Бекерел, Кюри бива изпреварена в откритието си, че торият излъчва лъчи по същия начин като урана; два месеца по-рано Герхард Карл Шмид е публикувал собствената си констатация в Берлин.
По това време никой друг в света на физиката не е забелязал това, което Кюри е записала в едно изречение в книгата си, описвайки колко по-голяма е активността на настурана и халколита от самия уран: „Фактът е много забележителен и води до убеждението, че тези минерали могат да съдържат елемент, който е много по-активен от урана." По-късно тя ще си спомни как чувства „страстно желание да провери тази хипотеза възможно най-бързо“. По онова време те не осъзнават, че това, което търсят, е налице в толкова малки количества, че в крайна сметка ще трябва да преработят тонове руда.
През юли 1898 г. Кюри и съпругът ѝ публикуват съвместен документ, в който се съобщава за съществуването на елемент, който те наричат полоний, в чест на родната Полша, която за още двадесет години ще бъде поделена между три империи (руска, австрийска и пруска). На 26 декември 1898 г. Кюри обявява съществуването на втори елемент, който те наричат радий, от латинската дума за лъч. В хода на изследванията си те измислят и думата радиоактивност.
За да докажат своите открития без никакво съмнение, те се опитват да изолират полоний и радий в чиста форма. Това е сложен процес, химическото разделяне на съставките му е трудна задача. Откриването на полония е сравнително лесно; химически той прилича на елемента бисмут и е единствената бисмутоподобна субстанция в рудата. Радият обаче е по-неуловим, той е тясно свързан химически с бария, те предприемат тежката задача за отделяне на радиевата сол чрез диференциална кристализация. От един тон руда, една десета от един грам радиев хлорид е отделен през 1902 г. През 1910 г. тя изолира чист метален радий. Не успява да изолира полоний, който има период на полуразпад само 138 дни.
Между 1898 и 1902 г. семейството публикува, съвместно или поотделно, общо 32 научни статии, включително една, която обявява, че когато са изложени на радий, болни, туморни клетки са унищожени по-бързо от здрави клетки. През 1900 г. Кюри става първата жена преподавателка в Екол Нормал, а съпругът ѝ се присъединява към факултета на Университета в Париж. През 1902 г. тя посещава Полша по повод смъртта на баща си.
През юни 1903 г., ръководена от Габриел Липман, Кюри получава докторска степен от Парижкия университет. Същият месец двойката е поканена в Кралската институция в Лондон да изнесе реч за радиоактивността; като жена, тя е възпрепятствана да говори, а на Пиер Кюри е позволено. Междувременно започва да се развива нова индустрия, базирана на радий. Кюри не патентова своето откритие и не се възползва от този все по-печеливш бизнес.

### Нобелови награди
Заедно с Пиер Кюри и Анри Бекерел, Мария Кюри е наградена с Нобелова награда за физика през 1903 г., като по този начин става първата жена носителка на престижната награда. След 8 години, през 1911 г., тя получава Нобелова награда за химия „като награда за нейните заслуги за развитието на химията чрез откриването на елементите радий и полоний, чрез изолацията на радия и изучаването на същината и съединенията на този елемент“. Мария Кюри постъпва етично, като не патентова процеса на отделяне на радия, а оставя научната общност да го проучва. Тя е първият човек, който е награден с две Нобелови награди и е един от двамата Нобелови лауреати, на които са присъдени награди в две различни области на науката. Другият е Лайнъс Полинг.
През декември 1903 г. Кралската шведска академия на науките присъжда на Пиер Кюри, Мария Кюри и Анри Беккерел Нобелова награда за физика, в знак на признание за изключителните услуги, които оказват чрез съвместните си изследвания върху радиационните явления, открити от професор Анри Бекерел. Първоначално комисията има намерение да почете само Пиер Кюри и Анри Бекерел, но член на комисията и застъпник за жените учени, шведският математик Магнус Гоеста Митаг-Лефлер, предупреждава Пиер за ситуацията и след неговото оплакване името на Мари е добавено към номинацията. Така Мари Кюри става първата жена, получила Нобелова награда.
Кюри и съпругът ѝ отказват да отидат в Стокхолм, за да получат наградата лично, те са твърде заети с работата си, а Пиер Кюри, който не харесва публични церемонии, се чувства все по-зле. Тъй като Нобеловите лауреати са задължени да изнесат лекция, накрая Кюри пътуват през 1905 г. Наградите позволяват на Кюри да наемат първия си лаборант. След награждаването с Нобелова награда и от предложението на Женевския университет, което предлага на Пиер Кюри длъжност, Парижкият университет му дава професура и позицията на председател на катедрата по физика, въпреки че в Кюри все още нямат подходяща лаборатория. След оплакването на Пиер Кюри, Университетът в Париж се съгласява да предостави нова лаборатория, но чак след 1906 г.
През декември 1904 г. Кюри ражда втората си дъщеря, Наема полски гувернантки, за да научат дъщерите ѝ родния си език и ги праща на посещения в Полша.
На 19 април 1906 г. Пиер Кюри загива при пътно произшествие. Разхождайки се по улицата в силен дъжд, той е ударен от каруца и попада под колелата, което води до счупване на черепа му. Кюри е съкрушена от смъртта на съпруга си. На 13 май 1906 г. катедрата по физика на Университета в Париж решава да запази позицията, създадена за покойния ѝ съпруг, и я предлага на Мари. Тя приема, като се надява да създаде лаборатория от световна класа като почит към съпруга си. Тя е първата жена, която става професор в Университета в Париж.
Стремежът на Кюри да създаде нова лаборатория обаче не завършва с Парижкия университет. В по-късните си години тя ръководи Радиевия институт (днес Институт Кюри), лаборатория за радиоактивност, създадена за нея от Института Пастьор и Парижкия университет. Инициативата за създаване на Радиев институт идва през 1909 г. от Пиер Пол Емил Ру, директор на Института Пастьор, който е разочарован, че Университетът в Париж не дава на Кюри подходяща лаборатория и предлага да се премести в института Пастьор. Едва тогава, със заплаха от напускането на Кюри, Университетът в Париж в крайна сметка прави това съвместна инициатива на Парижкия университет и Института Пастьор.
През 1910 г. Кюри успява да изолира радия, тя също така определя международен стандарт за радиоактивни емисии, който в крайна сметка е кръстен на нея и Пиер: кюри. Независимо от това, през 1911 г. Френската академия на науките не успява (не достигат един или два гласа) да я избере за член на Академията. Избран вместо това е Едуар Брани, изобретател, който помага на Гулиелмо Маркони да развие безжичния телеграф. Едва повече от половин век по-късно, през 1962 г., докторант на Кюри, Маргарита Пери, стана първата жена, избрана за член на Академията.
По време на изборите във Френската академия на науките тя е била охулена от десницата като чужденец и атеист. Нейната дъщеря по-късно отбелязва лицемерието на френската преса в изобразяването на Кюри като недостоен чужденец, когато е номинирана за френска чест, но я представя като френска героиня, когато получава чужди почести като Нобеловите награди.
През 1911 г. е разкрито, че през 1910 – 11 Кюри има афера от около една година с физика Пол Ланжвен, бивш ученик на Пиер Кюри, женен мъж, който е отчужден от жена си. Това води до скандал в пресата, който е използван от нейните академични опоненти. Кюри е пет години по-възрастна от Ланжевен и е представена погрешно в таблоидите като чуждестранна еврейка. Когато избухва скандалът, тя е на конференция в Белгия; при завръщането си тя намира гневна тълпа пред къщата си и трябва да потърси убежище с дъщерите си в дома на приятелката си Камил Марбо.
Международното признание за работата ѝ нараства до нови висоти, а Кралската шведска академия на науките, която преодолява опозицията, предизвикани от скандала с Ланжвен, я удостоява втори път с Нобеловата награда за химия от 1911 г. Тази награда е „признание за нейните заслуги за напредъка на химията чрез откриването на елементите радий и полоний, чрез изолирането на радий и изучаването на природата и съединенията на този забележителен елемент.“ Делегация от известни учени от Полша, ръководена от писателя Хенрик Сенкевич, я насърчава да се върне в Полша и да продължи изследванията си в родната си страна. Втората Нобелова награда дава възможност да убеди френското правителство да подкрепи Радиевия институт, построен през 1914 г., където се провеждат изследвания в областта на химията, физиката и медицината. Месец след приемането на Нобеловата награда от 1911 г. тя е хоспитализирана с депресия и бъбречна болест. През по-голямата част от 1912 тя избягва обществения живот, но прекарва време в Англия с приятелката си и колежката си физик, Хърта Еъртън. Тя се връща в лабораторията си едва през декември, след почивка от около 14 месеца.
През 1912 г. Варшавското научно дружество ѝ предлага да е директор на нова лаборатория във Варшава, но тя отказва, като се фокусира върху развитието на Радиевия институт, който е завършен през август 1914 г., и на нова улица на името на съпруга ѝ. Тя е назначена за директор на лабораторията на Кюри в Радиевия институт на Университета в Париж, основана през 1914 г. Посещава Полша през 1913 г. и е добре приета във Варшава, но посещението е пренебрегнато от руските власти. Развитието на Института е прекъснато от предстоящата война, тъй като повечето изследователи са призовани във френската армия, и напълно възобновява дейността си едва през 1919 г.

### Първа световна война
По време на Първата световна война Кюри казва, че ранените войници са най-добре обслужвани, ако бъдат оперирани възможно най-скоро. Тя вижда необходимостта от полеви радиационни центрове в близост до фронтовата линия за подпомагане на хирурзите. Заедно с дъщеря си Ирен, Мария Кюри организира около 220 подвижни и стационарни рентгенови лаборатории за преглед на ранени войници, от чиято помощ се възползват над милион пациенти. Тя организира и курсове за рентгенолози и техници на рентгенова апаратура. Става директор на службата по радиология на Червения кръст и създава първия военен център във Франция, който функционира до края на 1914 г.
През 1915 г. Кюри произвежда кухи игли, съдържащи „радиационно излъчване“, безцветен радиоактивен газ, отделян от радий, по-късно идентифициран като радон, който да се използва за стерилизиране на заразена тъкан. Тя предоставя радия от собствения си еднограмов запас. Заета с тази работа, тя провежда много малко научни изследвания през този период. Въпреки всичките ѝ хуманитарни приноси към френските военни, Кюри никога не получава официално признание от френското правителство. Също така, веднага след началото на войната, тя се опитва да дари златните си Нобелови награди на държавата, но Френската национална банка отказва да ги приеме. Купува военни облигации, използвайки парите си от Нобеловата награда. Натрупаният опит обобщава в монографията „Радиология и война“ през 1919 г.

### Късни години
През 1920 г., за 25-а годишнината от откриването на радия, френското правителство установява за нея стипендия. Предишният получател е Луи Пастьор.
През 1921 г. заедно с дъщеря си отива в САЩ, за да събере средства за нови изследвания на радия. Там тя е посрещната триумфално, когато обикаля Съединените щати. Г-жа Уилям Браун Мелоуни, след като интервюира Кюри, създава фонд „Радий на Мария Кюри“ и събира пари за закупуване на радий, като публикува данни за нейното пътуване. Президентът на САЩ Уорън Хардинг я приема в Белия дом, за да ѝ даде 1 грам радий, събран в Съединените щати. Преди срещата, признавайки нарастващата ѝ слава в чужбина, и смутена от факта, че няма официални френски отличия, френското правителство ѝ предлага наградата „Легион на честта“, но тя отказа. Връща се отново в САЩ през 1929 година.
През 1922 г. става сътрудник на Френската медицинска академия. Тя също така пътува до други страни, публично изнася лекции в Белгия, Бразилия, Испания и Чехословакия.
Водени от Кюри, Радиевият институт създава още четирима носители на Нобелова награда, включително дъщеря ѝ Ирен Жолио-Кюри и нейният зет Фредерик Жолио-Кюри. В крайна сметка той се превръща в една от четирите най-големи лаборатории за изследване на радиоактивността в света, заедно „Лабораторията на Кавендиш“, с Ърнест Ръдърфорд; Института за изследване на радиума, Виена, със Стефан Майер; и Института по химия „Кайзер Вилхелм“, с Ото Хан и Лиза Майтнер.
През август 1922 г. Мари Кюри става член на новосъздадения Международен комитет за интелектуално сътрудничество на Лигата на нациите. Тя участва в Комитета до 1934 г. и допринася за научната координация на Лигата на нациите с други изтъкнати изследователи като Алберт Айнщайн, Хендрик Лоренц и Анри Бергсон. През 1923 г. тя пише биография на покойния си съпруг, озаглавена „Пиер Кюри“. През 1925 г. посещава Полша, за да участва в церемония по полагане на основите на Варшавския институт за радий. Нейното второ американско турне, през 1929 г., успява да оборудва радийния институт във Варшава. Институтът е открит през 1932 г., а нейната сестра Бронислава става директор. Тези отвличания от научните трудове и съпътстващата го публичност предизвикват много неудобства, но осигуряват ресурси за нейната работа. През 1930 г. е избрана за член на Международния комитет по атомни тегла, в който служи до смъртта си.
Става членка на 85 научни дружества по целия свят и получава 20 почетни степени.

### Деца
От брака си с Пиер Мария Склодовска Кюри има две дъщери.
- Ирен Жолио-Кюри (1897 – 1956) – нейната голяма дъщеря, съпруга на Фредерик Жолио-Кюри, с когото през 1934 г. откриват изкуствената и позитронната радиоактивност, за което получава Нобелова награда за химия през 1935 г., една година след смъртта на майка си.
- Ев Кюри (1904 – 2007) – малката ѝ дъщеря, журналистка, писателка. Съпругът ѝ, Хенри Ричардсън Лабуис, получава Нобеловата награда за мир. Ев пише книги за майка си. Умира на 102 г.

### Смърт
Когато вече е в напреднала възраст, Мария е разочарована от множеството лекари и производители на козметика, които използват радиоактивни вещества, без да вземат никакви предпазни мерки.
Кюри посещава Полша за последен път в началото на 1934 г. Няколко месеца по-късно, на 4 юли 1934 г. умира в санаториума Санселмо, близо до градовете Саланш и Паси, от апластична анемия, за която се смята, че е следствие от дълготрайното ѝ облъчване по време на изследванията с радиоактивни вещества. Тя не взима никакви предпазни мерки в работата си, понякога носи проби в джобовете си, съхранява в чекмеджето на бюрото си радиоактивни материали, дори носи на гърдите си ампула с радий като талисман. По това време все още не са добре известни вредните последици от радиацията при работа с радиоактивни изотопи. Кюри също е изложена на рентгенови лъчи от неекранираната техника, докато е била радиолог в полеви болници по време на войната. Въпреки че многогодишното ѝ излагане на радиация предизвиква хронични заболявания (включително почти слепота поради катаракти) и в крайна сметка смъртта ѝ, тя никога не признава рисковете за здравето от облъчване.
Тя е погребана на гробището в Со, заедно със съпруга си Пиер. Шестдесет години по-късно, през 1995 г., в чест на техните постижения, останките и на двамата са пренесени в Пантеона в Париж. Тя става първата жена, която е почетена с погребение в Пантеона по собствени заслуги. През 2015 г. две други жени също са погребани там за собствените им заслуги.
Поради нивата на радиоактивно замърсяване документите ѝ от 1890-те години се смятат за твърде опасни за манипулиране. Дори готварската ѝ книга е силно радиоактивна. Документите се съхраняват в кутии, облицовани с олово, а тези, които искат да ги изследват, трябва да носят защитно облекло. През последната си година тя работи върху книгата „Радиоактивност“, която е публикувана посмъртно през 1935 г.

## Памет
През 1990-те образът на Мария Кюри стои на полските банкноти от 20 000 злоти, както и на френските банкноти номинал 500 франка от 1995.
2011 e обявена от Сейма на Република Полша за Година на Мария Склодовска-Кюри във връзка с честването на 100 години от получаването на Нобелова награда за химия.
В България на името на Мария Кюри са наречени няколко училища и професионални гимназии, включително:
- ТПГ „Мария Кюри“, гр. Перник
- ПГЯЕ „Мария Склодовска-Кюри“, гр. Белене
- ПГЕЕ „Мария Склодовска-Кюри“, гр. Сливен
- ПГХТБТ „Мария Кюри“, гр. Разград